# Jens Geier
Jens Adolf Geier (Frankfurt am Main, 22 juni 1961) is een Duits politicus. Hij is lid van het Europees Parlement namens de Sozialdemokratische Partei Deutschlands (S&D).
Geier groeide op in Essen en studeerde geschiedenis, literatuurwetenschap en politiek aan de Ruhr-Universität Bochum. Daarna werkte hij als assistent voor verschillende SPD-functionarissen: het Europarlementslid Detlev Samland, de partijvoorzitter Björn Engholm en diens opvolger ad interim Heidemarie Wieczorek-Zeul. Van 1999-2001 functioneerde Geier als assistent bij het deelstaatsbestuur van Noordrijn-Westfalen, daarna ging hij werken bij Kultur Ruhr GmbH, de organisatie die het driejaarlijkse kunstfestival Ruhrtriennale uitvoert. Van 2006-2009 werkte hij bij een bedrijf, de zakelijke dienstverlener Deloitte.
In 1977 werd Geier lid van de SPD. Van 1989-1992 was hij plaatsvervangend voorzitter van de Jusos, en hij was een van de oprichters van de Young European Socialists in 1992. In 1999, 2004 en 2009 deed hij een gooi naar het lidmaatschap van het Europarlement, maar pas bij de verkiezingen van 2009 had hij succes. In het Europarlement houdt hij zich bezig met de Begrotingscommissie, de betrekkingen met Japan en de landen van Zuidoost-Azië en de Commissie begrotingscontrole.